# Zoran Lesjak
Zoran Lesjak (Čakovec, 1. veljače 1988.) hrvatski je nogometaš koji igra na poziciji braniča. Trenutačno igra za Varteks.

## Vanjske poveznice
- Profil na Transfermarktu
- Profil na Soccerwayu